# Højbjerg Maskinfabrik
 Der er for få eller ingen kildehenvisninger i denne artikel, hvilket er et problem. Du kan hjælpe ved at angive troværdige kilder til de påstande, som fremføres i artiklen.

Højbjerg Maskinfabrik, i dag HMF Group, blev grundlagt i 1945 af mekanikeren Arne Bundgaard Jensen med hovedsæde i Højbjerg i Jylland.
Han startede med at overtage et cykelværksted, og i 1947 lod han sig overtale til at bygge landbrugsvogne og fik succes med dette. Denne produktion fortsatte til 1956, hvor produktion af tippelad og andet hydraulisk værktøj skubbede landbrugsvognene ud af systemet.
Efter at have flyttet til større arealer i 1952 valgte man i 1959 at opføre sit eget værksted fra grunden, og denne fabrik er kåret som flotteste fabriksbyggeri i Jylland.
Firmaet blev i 1967 omdannet til et aktieselskab.
Konkurrenten Dapa A/S blev opkøbt i 1972, og i 1976 etablerede man en afdeling i Roskilde for at servicere kunder på denne side af Storebælt. I 1982 oprettedes fabrikken Hyfa og virksomheden Hyfatek som underleverandør til firmaet. Begge virksomheder er i dag underafdelinger af HMF. Bundgaards tidligere arbejdsplads AMC A/S blev opkøbt i 1981 og i 1987 slået sammen med konkurrenten Schou og Co. under navnet AMC-Schou.
I 1987 etablerede man sig i udlandet gennem det selvstændige datterselskab HMF (UK) Ltd. i England og kort efter HMF Ladekrane und Hydraulik GmbH i Tyskland.
Virksomheden eksporterer i dag til mere end 50 lande fordelt over det meste af verden; primært eksporteres kraner og læssebagsmække.
I 2011 skiftede Højbjerg Maskinfabrik navn til HMF Group.